# Dinosaurios en Chile
Los dinosaurios de Chile corresponden a la fauna extinta descubierta o identificada a nivel taxonómico para la vertiente sudoccidental de la cordillera de los Andes, desde el límite con Perú hasta la Antártica, comprendiendo el área geopolítica del territorio chileno. El conjunto de la biodiversidad del Mesozoico está constituida por los registros fósiles de dinosaurios y el registro fósil de su actividad in vita (el registro de huellas, clasificables y atribuibles a un organismo extinto, es denominado icnofosil) hallados en el actual territorio chileno.

## Registros
En Chile se encuentran representados al menos cuatro subcategorías de clasificación taxonómica a nivel de Orden, a saber: dinosaurios del suborden terópodos, y dinosaurios de los infraorden saurópodos, tireoforos y ornitópodos. La mayoría de los hallazgos, correspondientes en parte a icnofósiles, se concentran en el norte del país, mayoritariamente en la Región de Tarapacá (Chacarillas, Comuna de Pica, y Huatacondo, Comuna de Pozo Almonte, investigadas ampliamente por la Dra. Karen Moreno, paleontóloga chilena). También han sido reportadas y estudiadas huellas en la zona central (Termas del Flaco y Lo Valdés).
Los primeros registros que establecen presencia de dinosaurios reportados para Chile datan de las prospecciones geológicas sistemáticas realizadas en el marco de investigaciones del Estado para la identificación tanto de recursos petrolíferos, así como minerales. Será en 1957 que C. Galli, guiado por arrieros locales, registrará para la ciencia, las formaciones geológicas del sector de Pica, en la Región de Tarapacá, con un importante registro de huellas en Chacarilla. En 1958, F. García, elevará para la Empresa Nacional de Petróleos un informe geológico sobre Guatacondo y Chacarillas en específico.
H. Thomas ya en 1958 prospectará la Cordillera de la Costa entre La Ligua y Cuesta Barriga, identificando en Cerro Negro huesos de dinosaurios grandes, en el sector de la mina Las Pirquitas.
En 1959, K. Segerstrom describirá para el Cuadrángulo Los Loros en Atacama, en la quebrada de Los Cóndores, restos de un pterosauro grande y un pez, hallados en la Formación Totoralillo.
En 1961 en Cerritos Bayos (Calama, Norte Grande de Chile), W.A. Biese definirá el Jurásico a partir de fósiles en numerosos niveles, indicando un registro de megalosauridae (suborden teropoda) e icnitas de un "lagarto chico".
Posteriormente en 1962. C. Galli y R. J. Dingman, describirán el cuadrángulo Pica, Alca, Matilla y Chacarilla, en la región de Tarapacá en detalle, dando cuenta de la presencia de icnofósiles en Guatacondo y registros de vegetación fósil en Longacho y Juan de Morales (Mamiña). Posteriormente los registros de icnofósiles fueron estudiados por Rodolfo Casamiquela y Fasola en 1968, representados principalmente por el registro fósil de huellas (repichnia), asociados a al menos 4 grupos, a saber un terópodo (probablemente un alosaurido), un ornitópodo, probablemente un camptosáurido) un saurópodo y un estegosaurídeo.
Durante el mismo periodo, en 1966, A. Fasola. describirá en el Noticiero Mensual del Museo Nacional de Historia Natural el hallazgo de huellas de dinosaurios en el Alto Tinguiririca, ampliamente conocida como Termas del Flaco (D.S. N°4866 que Declara Monumento Nacional en 1967).  Como resultado de estas investigaciones en 1968 publicaron con R. Casamiquela, un artículo sobre pisadas de dinosaurios del Cretácico Inferior de Colchagua, logrando comparar otros registros y establecer un primer análisis taxonómico. en el año 2002, K. Moreno y M. Pino realizarán estudios sobre la conducta de las especies que dejaron su impronta constatando la existencia de ornitópodos, terópodos y saurópodos y su relación con aspectos generales a la icnofacies Brontopodus.
En 1969, el primer registro de huesos de dinosaurios en Chile corresponderá los realizados en la Formación Viñita (identificada en 1967 por Thomas en el actual monumento natural Pichasca), con el hallazgo y recolección realizada por Casamiquela, Corvalán y Franquesa identificando saurópodos de la familia titanosauridae, teropodos del clado coelurosauria, y restos de peces, tortugas marinas y ranas. Actualmente el sitio presentó en el año 2016 nuevos hallazgos de Sebecosuchia realizados por el equipo del paleontólogo M. Chávez.

## Yacimientos

### Yacimiento de Cerro Guido
El yacimiento de Cerro Guido, cercano al Parque nacional Torres del Paine, corresponde a una cama de huesos o bonebed con cientos de fragmentos, el cual corresponde al mayor yacimiento de fósiles de dinosaurios de Chile y los dinosaurios más australes hallados en este país. Estos restos óseos corresponden principalmente a ornitópodos de las familias Hadrosauridae e Iguanodóntidae, aunque también se ha encontrado en el lugar al Titanosaurio más grande del país, dos Diplodocidos, posibles Brachiosauridae y Dicraeosauridae, un Megaraptorido indeterminado y recientemente se ha mencionado además un dinosaurio acorazado.

### Yacimiento de Pichasca
El yacimiento de Pichasca, situado a 40 km de Ovalle, región de Coquimbo, presenta a una serie de estratos correspondientes al Cretácico Superior, este lugar cuenta con características únicas, pues se han hallado grandes troncos petrificados de coníferas encontrados por un pirquinero local, además se han encontrado numerosos restos de dinosaurios saurópodos (Titanosauria), terópodos (Abelisauridae y Theropoda indet. de pequeño tamaño), restos de tortugas terrestres, entre otros restos e icnofósiles.

## Restos óseos de terópodos
Los restos óseos de terópodos encontrados en Pichasca corresponden a dos dientes incompletos asimétricos, recurvados y comprimidos lateralmente. Ambos carecen de ornamentación, conservando el esmalte unas finas estrías laterales. El mayor de cerca de 17 centímetros presenta los márgenes distal y mesial aserrados con 3 dentículos por milímetro en ambos lados. El ejemplar más pequeño carece del extremo apical y de los bordes mesial y distal. Estos fósiles son de edad Cretácico superior.
En el 2005 se reportaron nuevos hallazgos de restos de dinosaurios terópodos de gran tamaño para Aysén, cerca del Lago General Carrera. Estos restos datan del periodo Jurásico y se les considera los vestigios más antiguos de dinosaurios para Chile; estudios posteriores revelaron que varios de los huesos que se pensaba que pertenecían a diferentes dinosaurios pertenecían en realidad a una única especie que fue bautizada como Chilesaurus diegosuarezi, considerado como uno de los dinosaurios terópodos más raros del mundo.
En la región de Antofagasta han sido descritos también restos óseos de terópodos, el primero fue descrito por Walter Biese en 1961 en la Formación Cerritos Bayos, clasificándolo como un Megalosaurio; en décadas posteriores se describió además material óseo perteneciente a Carnotaurus sastrei en las cercanías de Calama.
Finalmente se puede mencionar la presencia de un Megaraptorido en Cerro Guido (región de Magallanes y la Antártica chilena), que sería el terópodo más austral de América y el depredador más grande encontrado en el sitio hasta ahora.

### Restos óseos de ornitópodos
Uno de los únicos restos óseos reportados para Chile de este grupo de dinosaurios ornitisquios proviene de Cerro La Isla de edad Cretácico inferior, aunque fueron previamente asignados a un iguanodóntido esta designación es por lo menos arriesgada.
También existen restos de ornitópodos en Cerro Guido, región de Magallanes, estos corresponden a la especie Gonkoken nanoi y a otros posibles hadrosáuridos y Elasmaria.
Además se sabe de una garra perteneciente a un ornitópodo de pequeño tamaño en Algarrobo (región de Valparaíso).

### Restos óseos de saurópodos
Restos que no pueden ser identificados más allá de Saurópodos han sido recuperados de Cerro La Isla y Sierra de Almeyda, ambos huesos largos el primero catalogado como una fibula o ulna de saurópodo y el resto corresponde a tres partes medias de huesos largos.

### Restos óseos de titanosaurios
Los titanosaurios son los reptiles terrestres mesozoicos mejor documentados en Chile. En Chile se han encontrado restos de estos animales en la II, III y IV región. Un fémur de aproximadamente un metro de largo fue exhumado de El Abra junto a vértebras caudales exageradamente procélicas, esto junto a la pronunciada comba lateral bajo el trocánter hace distinguible a estos restos como pertenecientes a un Titanosauriforme.
Los restos más completos de dinosaurios en Chile, corresponden a restos de un subadulto no articulado, encontrado por el geólogo Carlos Arévalo. Otros restos no asociados de la misma formación fueron estudiados por Guillermo Chong y corresponden a un húmero, catalogado por el argentino José Bonaparte como un titanosaurio, sin embargo, el húmero no es diagnóstico en este grupo de dinosaurios.
Fósiles de Titanosaurio, muy probablemente Antarctosaurus wichmannianus, han sido los primeros descubiertos en Chile. Hace más de 30 años el Sr. Gastón Zeballos de la IV Región lo descubrió al interior de Ovalle, en Pichasca. Estos fueron estudiados por Casamiquela.
El 2011 se da a conocer al primer dinosaurio bautizado para Chile, Atacamatitan chilensis, descubierto entre los años 2000 y 2001. Este dinosaurio media unos 8 metros de largo, pero posiblemente alcanzaba un tamaño de más de 20 metros de largo, ya que el ejemplar encontrado en Atacama es de un animal joven. Según los científicos este dinosaurio era mucho más delgado que los otros miembros de los Titanosauria.
Recientemente se conocen los restos de un nuevo titanosaurio para Chile, encontrado en Magallanes, que sería el dinosaurio más grande de Chile hasta la fecha.
También se conoce, de una forma más dudosa, a la especie Domeykosaurus chilensis, encontrada en Copiapó, aunque no ha sido debidamente reconocida por la comunidad científica.

## Huellas de dinosaurios
En Chile, se han encontrado huellas de dinosaurios terópodos en la formación Baños del Flaco, formación de edad Jurásica, Chacarilla (Cretácico inferior), Cerro La Isla (III región), todas tan solo asignadas al sub-orden Theropoda.
En Termas del Flaco (VI región) también se han hallado huellas de saurópodos previamente asignadas por Casamiquela y Fasola a Iguanodonichnus frenkii y reasignadas posteriormente al género Parabrontopodus.
Huellas de ornitópodos por otra parte han sido reportadas de Chacarillas y de Baños del Flaco donde se han descrito tres huellas distintas asignadas a Ornithopoda y una tercera descrita como Camptosaurichnus fasolae.
Una de las huellas de Chacarilla está considerada como la más grande de un terópodo en América, lo que parece indicar que perteneció a un Carcharodontosáurido, probablemente, debido a su tamaño, a la especie Giganotosaurus carolinii.
En Termas del Flaco se ha identificado al icnogénero Grallator.

## Especies descubiertas
Atacamatitan chilensis:
Es una especie de dinosaurio saurópodo titanosauriano, probablemente un litostrotio. Fue el primer dinosaurio no aviano descrito en Chile. El tamaño de su holotipo era de unos 10 metros de longitud, aunque se estima que pudo haber llegado a 12.8 m. Fue descubierto en la Formación Tolar en la Región de Antofagasta. Vivió durante el Maastrichtiense hace 70 millones de años. Era más esbelto que otros titanosaurios.
Chilesaurus diegosuarezi:
Descubierto en la Formación Toqui de la Región de Aysén, fue el segundo dinosaurio no aviano descrito para el país. Su taxonomía es complicada: En su descripción fue considerado un Tetanurae basal, pero luego fue considerado un ornitisquio. Su longitud alcanzaba los 3.2 metros y se han descubierto adultos y juveniles. Vivió a finales del Titoniense hace 150-146 millones de años. Presente rasgos similares a distintos grupos de dinosaurios (como terópodos y ornitisquios, entre otros), lo que ha dificultado su categorización.
Arackar licanantay:
Es una especie de dinosaurio saurópodo titanosauriano, probablemente un saltasáurido. Fue la segunda especie de saurópodo descrita en Chile y el tercer dinosaurio no aviano de éste. Su holotipo medía aproximadamente 6.3 metros de longitud, pero este era un juvenil, por lo que probablemente rondaba los 8 m de largo en la adultez. Sus fósiles provienen de la Formación Hornitos en la Región de Atacama. Vivió hace entre 83.3 y 66 millones de años, entre el Campaniense y el Maastrichtiense. Sus parientes más cercanos fueron Isisaurus y Rapetosaurus, de la India y Madagascar respectivamente.
Stegouros elengassen:
Es una especie de dinosaurio tireofóro anquilosauriano que vivió hace entre 75 a 71 millones de años, durante el Campaniense al Maastrichtiense. Fue el primer anquilosauriano descrito en Sudamérica y la cuarta especie de dinosaurio no aviano en Chile. Medía entre 1.8 a 2 metros de longitud y poseía una cola con 7 pares de osteodermos, teniendo los 5 pares del extremo fusionados. Esto le daba a su cola un aspecto de Macuahuitl, un arma azteca. Gracias a su descubrimiento se creó el grupo Parankylosauria, en donde igual se encuentran Antarctopelta de la Antártida y Kunbarrasaurus de Australia. Sus restos se descubrieron en la Formación Dorotea de la Región de Magallanes.
Gonkoken nanoi:
Siendo descubierto en la Formación Dorotea de la Región de Magallanes, fue un dinosaurio ornitópodo hadrosauroide. Fue el primer ornitópodo nombrado en Chile y el quinto dinosaurio no aviano del país. Vivió hace aproximadamente 71 millones de años durante el Maastrichtiense. Su longitud era de entre 3.5 a 4 metros. Exhibe una mezcla de tanto rasgos de hadrosáuridos derivados como de hadrosáuridos ancestrales. Es la especie de dinosaurio más abundante de su formación, habiendo una gran concentración de individuos, probablemente una manada. Aunque no se sabe cómo murió este grupo, se cree que pudo ser debido a un gran incendio forestal.